# Dietmar Herz (Kulturwissenschaftler)
Dietmar Herz (* 7. Januar 1938 in Senftenberg) ist ein deutscher ehemaliger Offizier der Volksmarine der DDR. Er lebt in Dranske auf der Insel Rügen und veröffentlichte dort im Bereich der Heimatforschung.

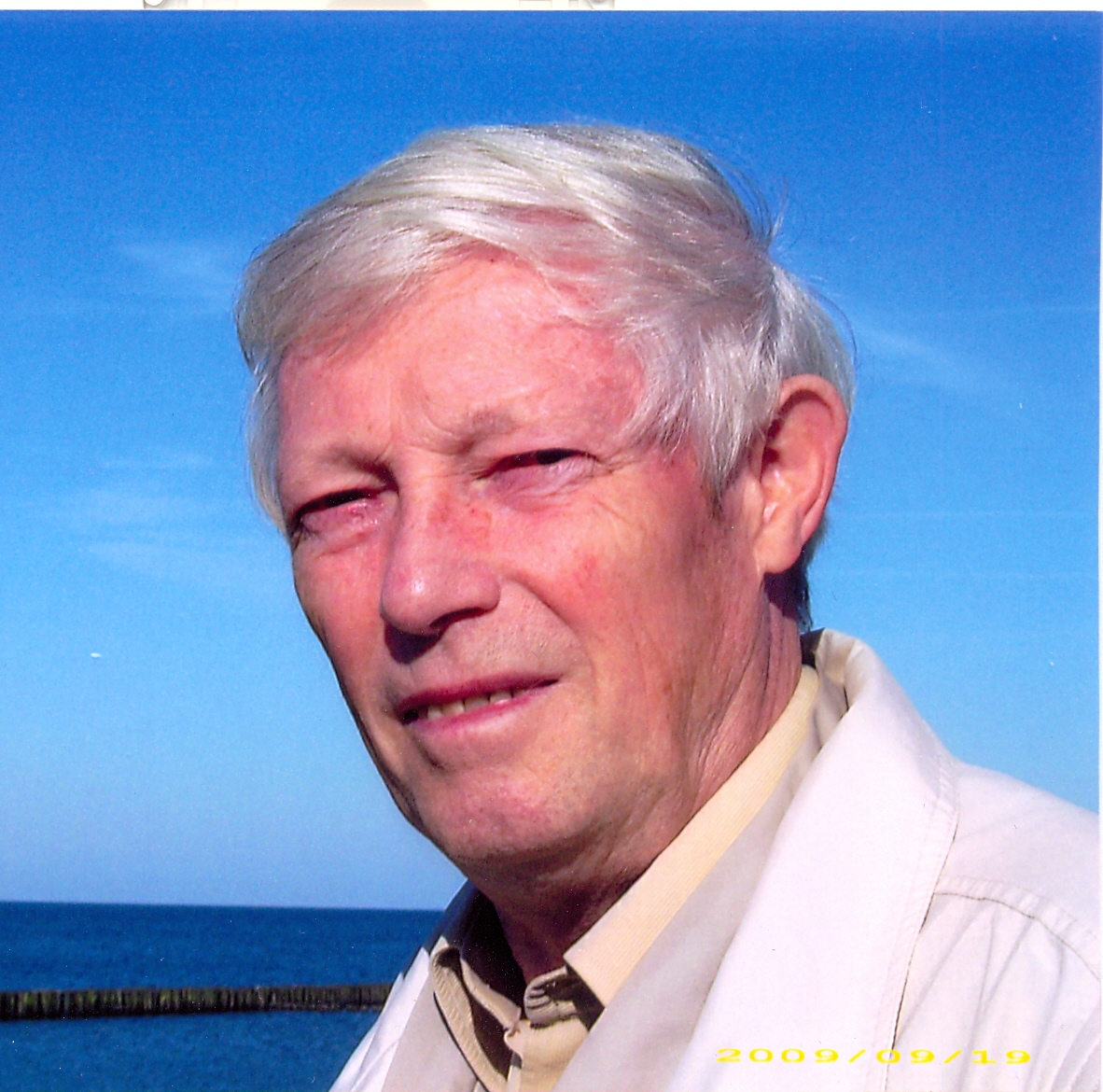
Dietmar Herz, 2011

## Ausbildung, Armee und wissenschaftliche Tätigkeit
Dietmar Herz wurde 1938 in Senftenberg als ältester von drei Söhnen geboren. Den Besuch der Grund- und Oberschule schloss er 1956 mit Abitur ab. Im gleichen Jahr begann seine Laufbahn als Berufsoffizier bei den Seestreitkräften, ab 1960 Volksmarine, der DDR. Nach dem Abschluss der Offiziersschule (vier Jahre) in Stralsund war er als Kommandant auf einem Räumboot (1. Flottille) und Torpedoschnellbooten (6. Flottille) bis 1965 tätig. Herz besuchte einen Heranbildungslehrgang für Politoffiziere in Naumburg (2 Jahre), wurde danach als solcher in der Politabteilung der 6. Flottille auf der neu geschaffenen Planstelle „Leiter Haus der NVA“ tätig. Von 1970 bis 1991 war er Leiter des Hauses der NVA in Dranske. In dieser Zeit qualifizierte er sich an der Fachschule für Kulturhausleiter zum staatlich geprüften Kulturhausleiter und 1977 bis 1982 im Fernstudium an der Humboldt-Universität Berlin zum Diplom Kulturwissenschaftler. 1988 wurde er mit dem Dienstgrad Fregattenkapitän aus dem aktiven Wehrdienst entlassen und arbeitete als Zivilbeschäftigter auf seinem Arbeitsplatz weiter bis zur Schließung des Hauses 1991. Für seine Tätigkeit erhielt er viele Auszeichnungen und Ehrungen. Bis zu seiner Altersrente 2002 arbeitete Herz als freier Handelsvertreter und Verwalter eines Ferienobjektes im Bereich Dranske.

## Tätigkeit als Ortshistoriker
Mit seiner Mitgliedschaft im Heimatverein Dranske e. V. seit 2003 begann er mit dem Schreiben der Ortschronik von Dranske, die in der Schriftenreihe des Vereins „Heimat Dranske“ in mehreren Heften erschien. Seit 2004 ist er 2. Vorsitzender des Vereins.

### Schriften (Monographien)
- Heimat Dranske, Heft 5: Vom Fischer- und Bauerndorf zur Militärsiedlung – 1900–1945, Onlinedruck Krumbach, 2008.
- Heimat Dranske, Heft 6: Flüchtlingsort und Ostseebad Dranske – 1945–1965, Onlinedruck Krumbach, 2009.
- Heimat Dranske, Heft 7: Der Garnisonsort Dranske – 1965–1990, Onlinedruck Krumbach, 2012.
- Heimat Dranske, Sonderheft: Das große Haus zwischen Meer und Bodden, Onlinedruck Krumbach, 2016